# Luigi Lo Cascio
Luigi Lo Cascio (ur. 20 października 1967 w Palermo) – włoski aktor filmowy i teatralny.

## Wybrana filmografia
- 2000: Sto kroków (I cento passi) jako Peppino Impastato
- 2003: Nasze najlepsze lata (La meglio gioventù) jako Nicola Carati
- 2008: Cud w wiosce Sant Anna (Miracle at St. Anna) jako dorosły Angelo Torancelli
- 2008: Dzika krew (Sanguepazzo) jako partyzant
- 2009: Baaria (Baarìa) jako syn Beggarda
- 2010: Wierzyliśmy (Noi credevamo) jako Domenico
- 2012: Piazza Fontana: Włoski spisek (Romanzo di una strage) jako sędzia Ugo Paolillo
- 2013: Salvo. Ocalony (Salvo) jako Enzo Puleo

## Nagrody i nominacje
Został uhonorowany Pucharem Volpiego dla najlepszego aktora, nagrodą im. Francesca Pasinettiego, nagrodą Arca Cinemagiovani i nagrodą David di Donatello, a także otrzymał dwukrotnie nominację do Europejskiej Nagrody Filmowej i trzykrotnie do nagrody David di Donatello.